# Nombre de Bejan
El nombre de Bejan {\displaystyle (Be)} és un nombre adimensional que s'utilitza en termodinàmica i en mecànica de fluids. S'utilitzen dues versions d'aquest nombre. Aquest nombre porta el nom d'Adrian Bejan, professor estatunidenc d'origen romanès.

## Been termodinàmica
En el context de la termodinàmica, el nombre de Bejan és la relació entre la irreversibilitat de la transferència de calor a la irreversibilitat total a causa de la transferència de calor i la fricció de fluids:
{\displaystyle \mathrm {Be} ={\frac {{\dot {S}}'_{\mathrm {gen} ,\,\Delta T}}{{\dot {S}}'_{\mathrm {gen} ,\,\Delta T}+{\dot {S}}'_{\mathrm {gen} ,\,\Delta p}}}}
on
- {\displaystyle {\dot {S}}'_{\mathrm {gen} ,\,\Delta T}} = generació d'entropia aportada per la transferència de calor
- {\displaystyle {\dot {S}}'_{\mathrm {gen} ,\,\Delta p}} = generació de entropia aportada per la fricció de fluids.

## Been mecànica de fluids, transferència de calor i transferència de massa
En el context de la mecànica de fluids, el nombre de Bejan és la caiguda de pressió adimensional al llarg d'un canal de longitud {\displaystyle L}:
{\displaystyle \mathrm {Be} ={\frac {\Delta PL^{2}}{\mu \nu }}}
on
- {\displaystyle \mu } = viscositat dinàmica
- {\displaystyle \nu } = moment de difusivitat

En el context de la transferència de calor, el nombre de Bejan és la caiguda de pressió adimensional al llarg d'un canal de longitud {\displaystyle L}:
{\displaystyle \mathrm {Be} ={\frac {\Delta PL^{2}}{\mu \alpha }}}
on
- {\displaystyle \mu } = viscositat dinàmica
- {\displaystyle \alpha } = difusivitat tèrmica

A la convenció forçada, el nombre de Bejan juga el mateix paper que el nombre de Rayleigh juga en la convecció natural.
En el context de la transferència de massa, el nombre de Bejan és la caiguda de pressió adimensional al llarg d'un canal de longitud {\displaystyle L}:
{\displaystyle \mathrm {Be} ={\frac {\Delta PL^{2}}{\mu D}}}
on
- {\displaystyle \mu } = viscositat dinàmica
- {\displaystyle D} = difusivitat màssica

Per al cas de l'analogia Reynolds (Le = Pr = Sc = 1), és clar que les tres definicions del número de Bejan són iguals.
A més, Awad i Lage van obtenir una forma modificada del nombre de Bejan, originalment proposada per Bhattacharjee i Grosshandler per a processos d'impuls, substituint la viscositat dinàmica que apareix a la proposta original amb el producte equivalent de la densitat de fluids i la difusió de l'impuls del fluid. Aquesta forma modificada no només és més similar a la física que representa, sinó que també té l'avantatge de dependre només d'un coeficient de viscositat. A més, aquesta senzilla modificació permet una extensió molt més simple del nombre de Bejan a altres processos de difusió, com ara a espècies de procés de transferència de calor, simplement substituint el coeficient de difusió. En conseqüència, es fa possible una representació general del número de Bejan per a qualsevol procés que impliqui caiguda de pressió i difusió. Es mostra que aquesta representació general produeix resultats anàlegs per a qualsevol procés que satisfà l'analogia de Reynolds (és a dir, quan Pr = Sc = 1), en aquest cas la representació de moment, energia i concentració d'espècies del nombre de Bejan resulta ser la mateixa.
Per tant, seria més natural i ampli definir en general Be, simplement com:
{\displaystyle \mathrm {Be} ={\frac {\Delta PL^{2}}{\rho \delta ^{2}}}}
on
- {\displaystyle \rho } = densitat del fluid
- {\displaystyle \delta } = difusió corresponent del procés en consideració

A més, Awad va presentar el nombre de Hagen vs. el nombre de Bejan. Encara que el seu significat físic no és el mateix, ja que el primer representa el gradient de pressió adimensional, mentre que el segon representa la caiguda de pressió adimensional, es mostrarà que el nombre de Hagen coincideix amb el nombre de Bejan en els casos en què la longitud característica (l) és igual a la longitud del flux (L). A més, s'introduirà una nova expressió del número de Bejan en el flux Hagen-Poiseuille. Aquesta expressió és: 
{\displaystyle \mathrm {Be} ={{32\mathrm {Re} L^{3}} \over {d^{3}}}}
on
- {\displaystyle \mathrm {Re} } = nombre de Reynolds
- {\displaystyle L} = longitud del flux
- {\displaystyle d} = diàmetre de la canonada

L'expressió anterior mostra que el nombre de Bejan en el flux Hagen-Poiseuille és de fet un grup adimensional, que no s'ha reconegut prèviament.